# Moritz Lilie

Moritz Lilie, Zeichnung von Georg Lilie, 1892

Moritz Eduard Lilie (* 24. Januar 1835 in Chemnitz; † 11. August 1904 in Hildburghausen) war ein deutscher Schriftsteller, Chronist und Journalist. Er verwendete auch die Pseudonyme M. L. v. Chemnitz, Moritz Rose und Woldemar Berndt.

## Leben
Nach einer Kindheit in Oederan arbeitete Lilie als Buchhändler ab 1856 in Leipzig. Er begann mit ersten schriftstellerischen Versuchen und studierte Volkswirtschaft.
Im Oktober 1872 heiratete Lilie Alwine Pauline Louise Seifert (1846–1931), mit der er zwei Söhne Georg (1873–1935) und Walter (1876–1924) bekam, die beide Kunstmaler wurden.
1873 übernahm Lilie die Chefredaktion der illustrierten Leipziger Zeitschrift Der Hausfreund. Ab 1876 redigierte er die Neue Sonntags-Post in Dresden. Gleichzeitig zog er dorthin um. 1880 übersiedelte er nach Kötzschenbroda, wo er von 1882 bis 1886 die Redaktion der Kötzschenbrodaer Zeitung übernahm. Während dieser Zeit zog er nach Niederlößnitz in den Gradsteg 8, später Borstraße 38.
Lilie engagierte sich für seine Wahlheimat. Er verfasste den ersten touristischen Reiseführer für die Lößnitz, herausgegeben vom Verschönerungsverein für die Lößnitz, sowie eine Chronik der Gegend. Lilie war im Niederlößnitzer Gemeinderat und bewarb sich 1892 erfolglos für das Amt des Gemeindevorstands. Ebenfalls 1892 überwarf sich Lilie mit Karl May, mit dem er einige Jahre gut bekannt war, ja er verklagte diesen sogar.
Lilie versuchte sich nach 1886 als freier Schriftsteller. So verfasste er mehrere Bände mit Theaterstücken, Erzählungen und Gedichten. Als Lilie von seiner Schriftstellerei nicht mehr leben konnte, ging er 1897 als zweiter Redakteur nach Hildburghausen zur dortigen Dorf-Zeitung.

## Veröffentlichungen
- Deutsche Dudelsacklieder. 1870.
- Die Wallfahrt nach Lourdes. 1875.
- Der neue Münchhausen. 1876.
- Aus engen Mauern. 1876.
- Aus sonnigen Tagen. 1878.
- Verschönerungs-Verein für die Lößnitz und Umgebung (Hrsg.): Die Lößnitz bei Dresden und ihre Umgebung. In geschichtlicher, topographischer und touristischer Beziehung geschildert von Moritz Lilie. Dresden o. J. (1882); 3. vermehrte und ergänzte Auflage. Freitag, Dresden-Blasewitz 1895.
- Spiritus und Seifenschaum. 1888.
- Das sächsische Nizza. 1892.
- Chronik der Lößnitz-Ortschaften Kötzschenbroda, Niederlößnitz, Radebeul.... Niederlößnitz 1893.
- Der blutige Pantoffel an der Kirchhofsmauer oder das vergiftete Dreierbrötchen: Große historisch-romant. Tragödie in 5 Abwickelungen / von M. L. v. Chemnitz. Bloch, 4. Auflage, Berlin 1920 (ursprünglich veröffentlicht Erfurt 1876).[2]
- Der Müller von Heide: Geschichtl. Erzählung aus Schleswigs Vergangenheit; In vereinf. deutscher Stenographie (System Stolze-Schrey). – Franz Schulze, Stenogr. Verlag, Berlin 1921.